# Stadsbrand van Vlaardingen
De stadsbrand van 1574 behoort tot de grootste branden die Vlaardingen geteisterd hebben.
De brand vond plaats op 2 juni en werd ten tijde van de Tachtigjarige Oorlog in opdracht van prins Willem van Oranje door een groep uit Schiedam afkomstige Geuzen gesticht om te voorkomen dat Vlaardingen in handen van de Spanjaarden zou vallen.
Deze stadsbrand maakte dat er weinig van Vlaardingen overbleef. Hierbij vielen onder andere het toenmalige stadhuis en de oude visbank ten prooi aan de vlammen.
Zo'n 1500 mensen sloegen op de vlucht. De meesten naar het naastgelegen Schiedam, anderen richting Voorne-Putten.
De stad herstelde maar langzaam van deze ramp.